# Владівой (князь Чехії)
Владівой I (*Vladivoj бл. 981  —1003) — князь Богемії у 1002—1003 роках.

## Життєпис
Походив з династії П'ястів. Молодший син Мешка I, князя Польщі, та Дубравки Пржемислови. Про молоді роки Владівоя відсутні достеменні відомості. Після вигнання богемського князя Болеслава III в 1002 році, знать і шляхта запросили на князювання Владівоя, родича вигнаного князя. Йому допоміг брат Болеслав Хоробрий.
За словами літописця Титмара Мерзебурзького, в Богемії його було прийнято «з одноголосним великою симпатією». Втім, майже відразу шляхта поділилися на пронімецьку і пропольську партії, і ставленик останньої, Владівой, виявився в меншості.
Уже в листопаді 1002 року в Регенсбурзі князь Владівой склав присягу Генріху II, королю Німеччини, вперше був затверджений як чеський князь із ленними правами. Саме з цього моменту Чехія стала вважатися частиною Священної Римської імперії, що в подальшому дозволило імператорам активно втручатися в питання спадкування чеського престолу. Водночас поступився Сілезією та Моравією на користь Польщі.
Князювання Владівоя тривало недовго. Встиг випустити власну монету (денарій). Відома його хронічна пристрасть до алкоголю. Хроністи стверджують, що він «він завжди був замучений спрагою, так що навіть годину без випивки терпіти не міг», в результаті у січні 1003 року допився до смерті. Цим скористався Яромир з роду Пржемисловичів, який знову захопив князівський трон.